# جيمس وونغ
جيمس وونغ (13 أغسطس 1952 بكوتا كينابالو في ماليزيا - ) هو لاعب كرة قدم ماليزي في مركز حراسة المرمى. شارك مع منتخب ماليزيا لكرة القدم. أما مع النوادي، فقد لعب مع هاكواه سيدني سيتي إيست ‏ ونادي صباح وهاريماو مودا أ.

## وصلات خارجية
- جيمس وونغ على موقع الاتحاد الدولي (مؤرشف)  (الإنجليزية)